# شوك النبات
في علم تشكل النبات، أشواك النبات هي زوائد مخروطية طويلة وصلبة متفرعة من السيقان أو الجذور أو الأوراق ذات طرف حاد ومٌدبب مُختلفة الأحجام والأشكال. وظيفتها الرئيسية هي الدفاع عن النبات من الحيوانات والمخلوقات الأخرى. وتُشكل هذه الأشواك إحدى أجزاء النسيج النباتي عدا أنها لا تحتوي على حزم الأوعيّة الدمويّة في غالبية الأشواك. وإلى جانب وظيفة هذه الأشواك الرئيسية وهي حماية النبات من الأضرار الخارجية، فإن لها وظائف أخرى؛ مثل تنظيم عملية درجة الحرارة للنبات نفسه ويُعد نبات الصبار أحد أشهر الأمثلة، وأيضاً تمييز الأنواع والأصناف، كما أن لها تأثير خفيف على الملحقات المُتخصصة وبالتالي لها دور في عملية التكاثر.

## معرض الصور

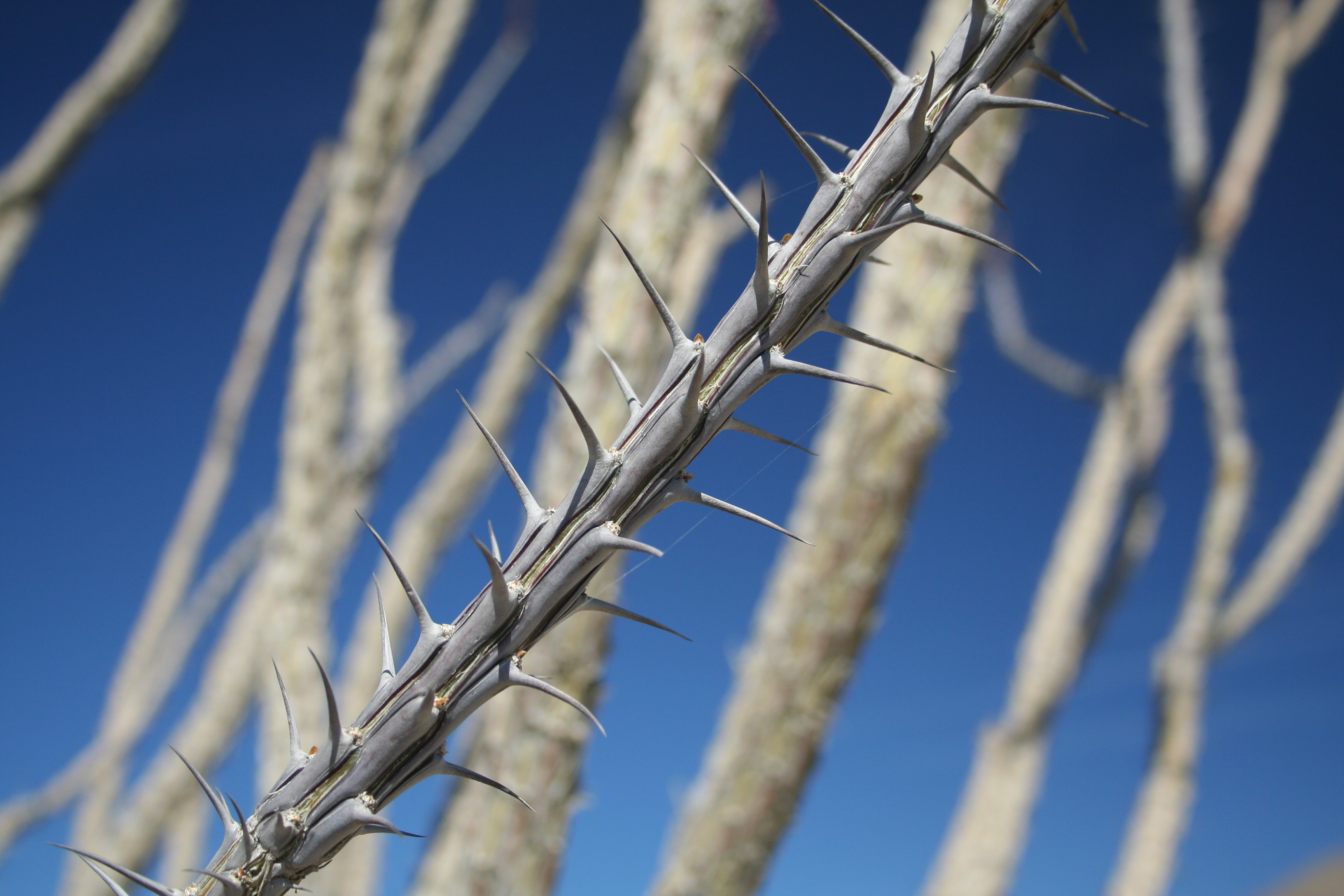
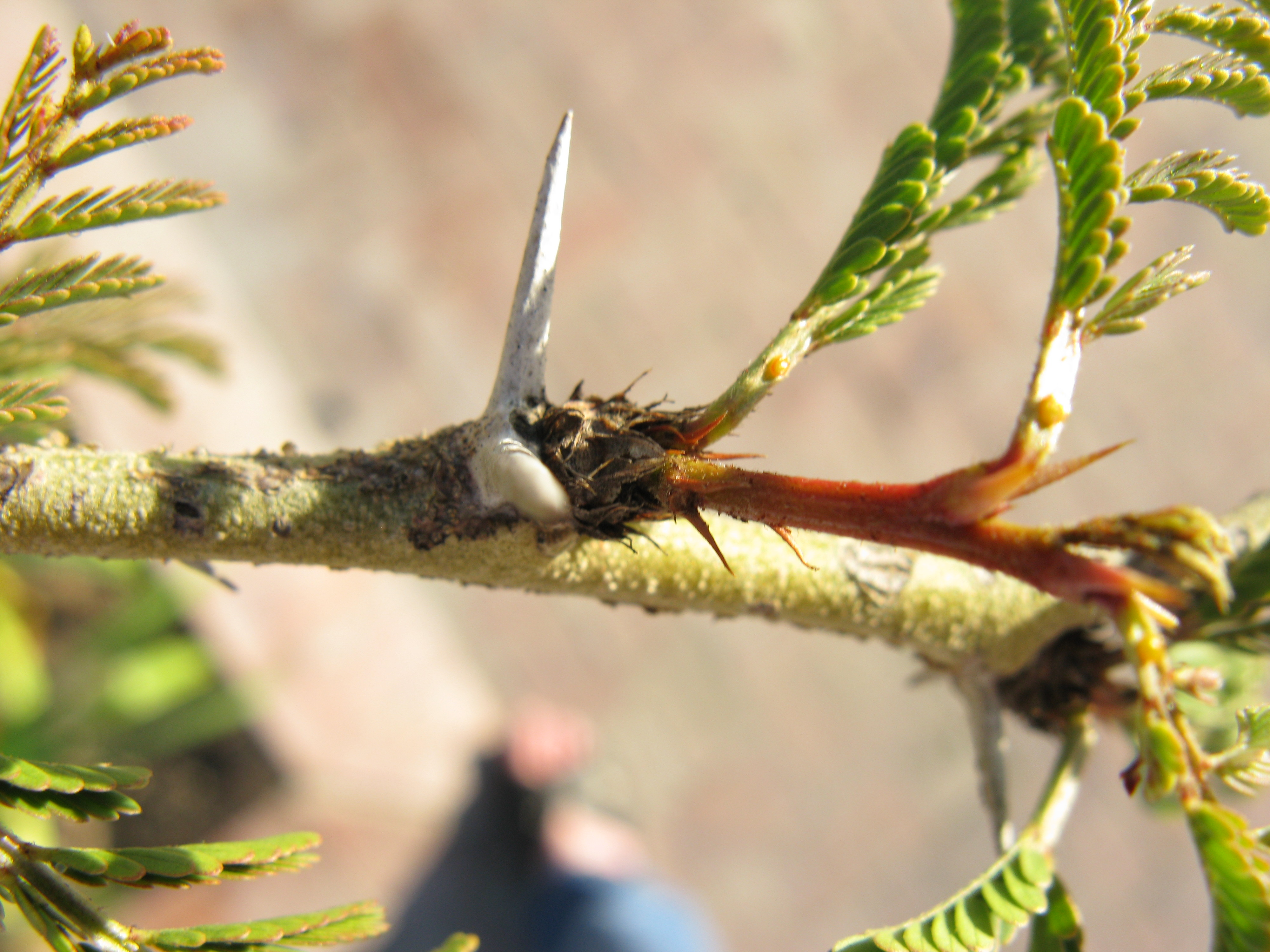
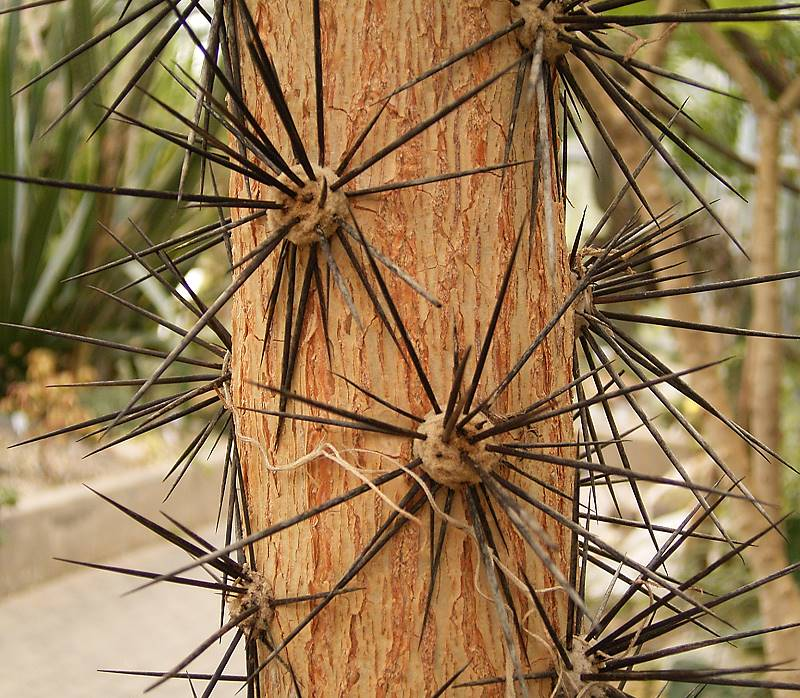
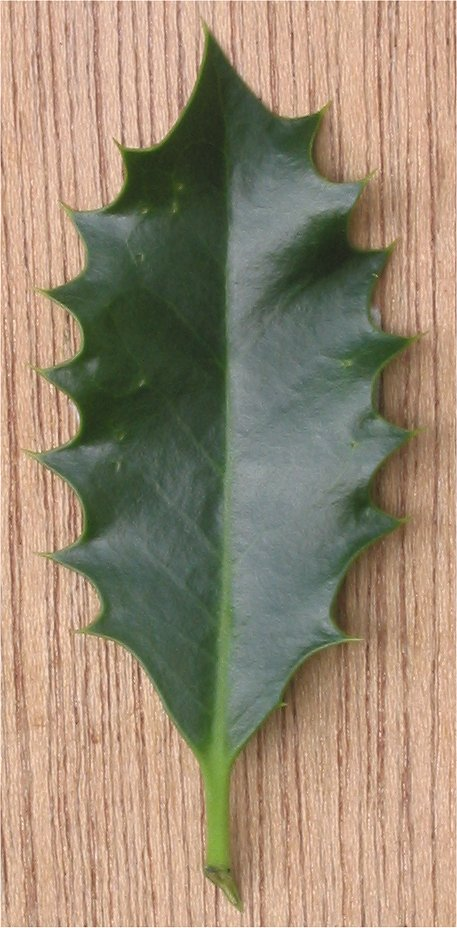
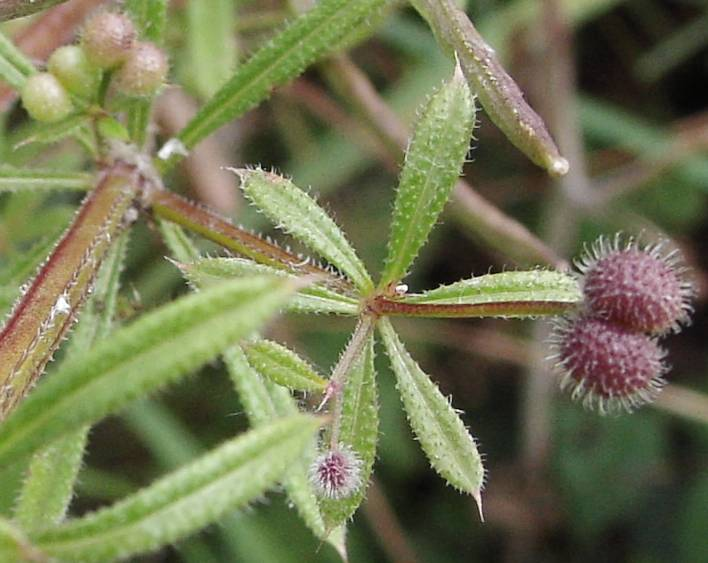
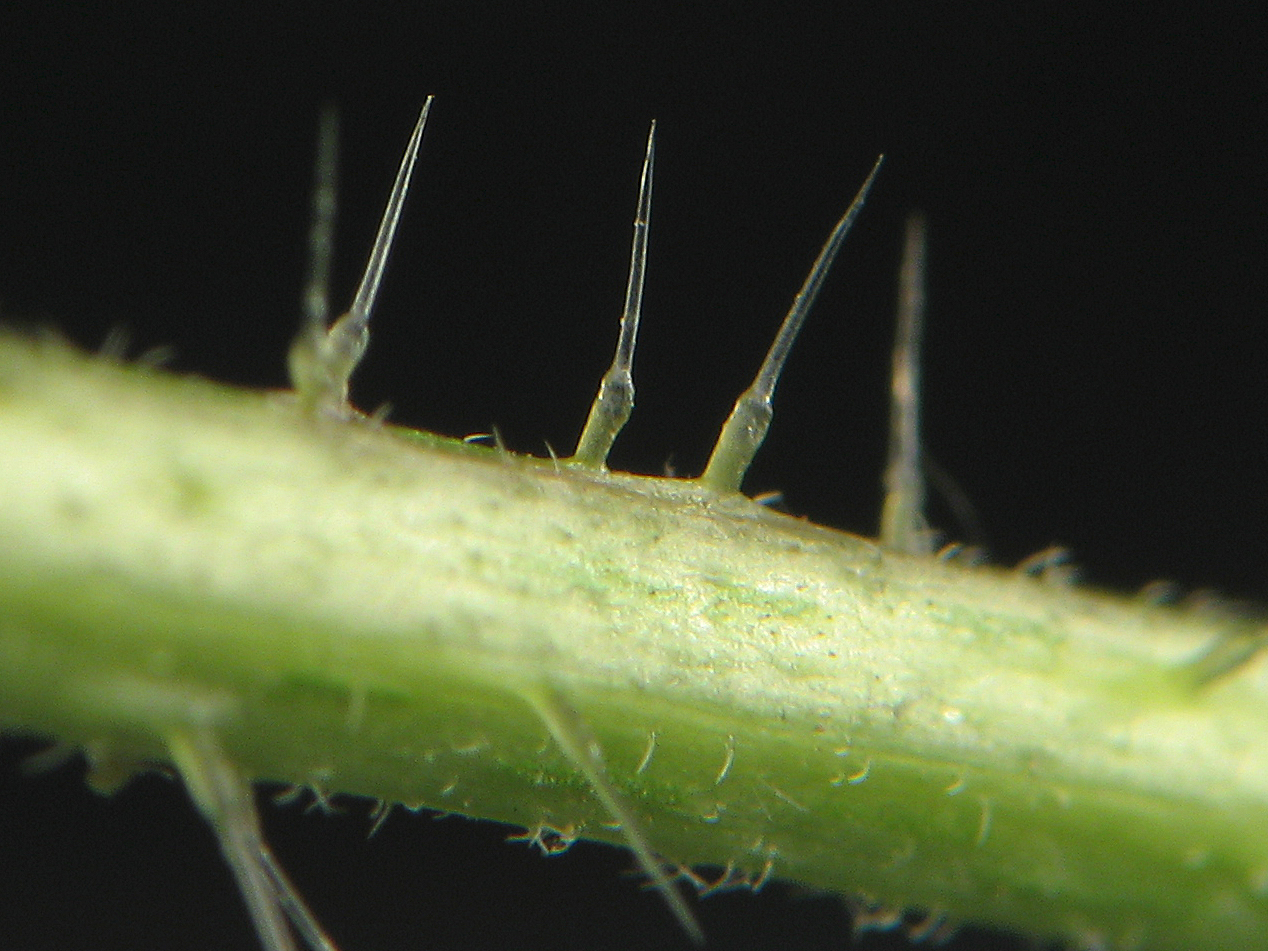